# موقیتز
موقیتز (به آلمانی: Müritz) یک دریاچه در آلمان است که در مکلنبورگیشه زنپلاته (ناحیه) واقع شده‌است.